# Metropolitan EuroCity
A Metropolitan EuroCity (korábban Jeszenszky János, Danubius, Slovan, Jaroslav Hašek, Csárdás és Petrov EuroCity) egy a MÁV, a ŽSSK és a ČD által közlekedtetett EuroCity vonat (vonatszám: EC 270-281), amely Budapest-Nyugati pályaudvar és a Prágai főpályaudvar között, Pozsony érintésével közlekedik minden nap irányonként hatszor a České dráhy által kiállított nagysebességű kocsikkal.

## Története
A 2017–2018-as menetrendváltással megszűntek a Jeszenszky János, Danubius, Slovan, Jaroslav Hašek, Csárdás és Petrov elnevezésű EuroCity vonatok, helyettük Metropolitan EuroCity néven indítottak új járatokat. A vonatok végállomása Budapesten átkerült a Nyugati pályaudvarra, ezzel a menetidő 15 perccel csökkent. A változást főleg a Cseh Vasút és a cseh Közlekedési Minisztérium szorgalmazta, az egyre erősödő belföldi versenytársak miatt.

## Vonatösszeállítás
A vonatot a České dráhy ČD 380 váltakozó áramnemű mozdonya vontatja Budapesttől Prágáig, mivel így elkerülhető a magyar-szlovák határon a mozdonycsere, valamint cseh területen sincs szükség más vontatójárműre az eltérő feszültség miatt.
A kiállított kocsik valamennyien ülőkocsik, alkalmasak a 200 km/h sebességre, klimatizáltak. Az utasok komfortérzetét megnövelt területű poggyásztároló, gyermeksarok, büfé és elektronikus utastájékoztató eszközök növelik. Az első osztályú kocsik cseh Apee (esetenként szlovák Apeer is), a másodosztályúak cseh Bee, Bdpee és Bmz típusúak. A szerelvény poggyászkocsit, kerékpár tárolására alkalmas kocsit és étkezőkocsit is továbbít, illetve a kerekesszékes utasok beszállását emelőberendezés segíti.

## Útvonala
A hat pár vonat közül az egyik csak Budapest–Brno viszonylatban közlekedik.
- Budapest-Nyugati
- Vác
- Nagymaros-Visegrád
- Szob
- Párkány (SK)
- Érsekújvár
- Pozsony
- Jókút
- Břeclav (CZ)
- Brno hl.n.
- Brno-Královo Pole
- Kolín
- Praha hl.n.